# Lijst van parochies in België
Onderstaande lijsten geven een overzicht van de parochies per bisdom in België.

## Bisdommen in Vlaanderen
- Lijst van parochies van het bisdom Antwerpen
- Lijst van parochies van het bisdom Brugge
- Lijst van parochies van het bisdom Gent
- Lijst van parochies van het bisdom Hasselt

## Bisdommen in Wallonië
- Lijst van parochies van het bisdom Doornik
- Lijst van parochies van het bisdom Luik
- Lijst van parochies van het bisdom Namen

## Aartsbisdom Mechelen-Brussel
- Lijst van parochies van het vicariaat Brussel
- Lijst van parochies van het vicariaat Vlaams-Brabant en Mechelen
- Lijst van parochies van het vicariaat Waals-Brabant